# Samiyah Hassan Nour
Samiyah Hassan Nour (* 5. Dezember 1999) ist eine dschibutische Leichtathletin, die sich auf den Langstreckenlauf spezialisiert hat.

## Sportliche Laufbahn
Erste internationale Erfahrungen sammelte Samiyah Hassan Nour im Jahr 2019, als sie bei den Militärweltspielen in Wuhan mit 4:38,30 min auf den zwölften Platz im 1500-Meter-Lauf gelangte. 2023 belegte sie bei den Spielen der Frankophonie in Kinshasa in 16:28,89 min den vierten Platz im 5000-Meter-Lauf und gewann in 33:21,50 min die Bronzemedaille hinter den Marokkanerinnen Soukaina Atanane und Kaoutar Farkoussi. Im Jahr darauf belegte sie bei den Afrikaspielen in Accra in 15:35,14 min den sechsten Platz über 5000 Meter, ehe sie im Juni in 15:42,63 min die Bronzemedaille bei den Afrikameisterschaften in Douala hinter den Äthiopierinnen Fantaye Belayneh und Wubrist Aschal gewann. Anschließend verpasste sie bei den Olympischen Sommerspielen in Paris mit 15:13,63 min den Finaleinzug. Zudem war sie Fahnenträgerin Dschibutis während der Eröffnungsveranstaltung der Spiele.

## Persönliche Bestzeiten
- 1500 Meter: 4:15,29 min, 16. Juni 2023 in Straßburg
- 3000 Meter: 9:25,23 min, 11. Januar 2020 in Dschibuti
- 5000 Meter: 14:49,00 min, 19. Juni 2024 in Lüttich
- 10.000 Meter: 33:21,50 min, 1. August 2023 in Kinshasa (dschibutischer Rekord)